# Лена (Архангельская область)
Ле́на — село на юго-востоке Архангельской области. Входит в состав Козьминского сельского поселения Ленского района.

## География
Село расположено в центре Ленского района, вблизи впадения реки Ленки в речку Ленский Полой (протока Вычегды). Ближайшая железнодорожная станция — в посёлке Урдома.

## История
С 1797 года Лена была центром укрупнённой Ленской волости Яренского уезда Вологодской губернии, объединившей русские нижневычегодские селения. В 1911 году из Ленской волости 1-го стана были выделены Иртовская, Козьминская и Софроновская волости.
Ленский район был образован в составе Северо-Двинской губернии 1 июня 1924 года (постановлением ВЦИК от 19.04.1924, упразднившим уезды и волости и создавшим новое административное деление — районы и сельсоветы). Центром района предполагалось сделать село Лена, с чем и связано название района. Однако в связи с отсутствием в Лене зданий, необходимых для районных учреждений, райцентром стал Яренск (бывший уездный центр).
С 2006 года село в составе МО «Козьминское».

## Население
| 2002 | 2009 | 2010 | 2012 |
| ---- | ---- | ---- | ---- |
| 499  | ↘412 | ↘372 | ↗458 |

## Этимология
Село названо по названию реки Ленка, на которой находится.

## Памятники
В селе находятся охраняемые памятники истории и культуры Архангельской области: 
- Дом Пашина (конец XIX века).
- Культовый комплекс: Успенская церковь (1757 год) и Спасская церковь (конец XVIII века).
- Торговые ряды (XIX век).
- Магазея (XIX век).

### Карты
- Топографическая карта P39-0,61-0,62